# Frank Jacobi
Frank Jacobi (* 1967 in Hamburg) ist ein deutscher Psychologe, Psychotherapeut und Professor für Klinische Psychologie und Psychotherapie an der Psychologischen Hochschule Berlin (PHB).

## Leben
Frank Jacobi ist Sohn der Psychotherapeutin Brigitte Jacobi und des Neuropsychologen und Professors für Medizinische Psychologie Peter Jacobi. Er wuchs (zusammen mit einem Bruder) in Frankfurt am Main auf. Er leistete seinen Zivildienst nach dem Abitur (1986 am Christian-von-Mannlich-Gymnasium in Homburg; zuvor bis 1983 Goethe-Gymnasium Frankfurt) von 1986–1988 in einem Wohnheim für Menschen mit einer kognitiven Beeinträchtigung bei der Lebenshilfe Saarbrücken. Er studierte von 1988 bis 1994 Psychologie an der Ruprecht-Karls-Universität Heidelberg, Universität Trier (Vordiplom) und der Freien Universität Berlin (Diplom).
Seine psychotherapeutische Ausbildung absolvierte er an der Christoph-Dornier-Stiftung für Klinische Psychologie sowie der Dresdner Akademie für Psychotherapie (Approbation mit Fachkunde Verhaltenstherapie 1999) und war 1999–2001 als Psychotherapeut in niedergelassener Praxis tätig. Die Promotion zum Dr. rer. nat. (Thema: „Kosten-Effektivitäts- und Kosten-Nutzen-Analyse psychologischer Angstbehandlung“, 2002) und die Habilitation (Thema: „Size and burden of mental disorders: A population based perspective.“, 2008) erfolgten an der Technischen Universität Dresden. Neben seiner dortigen Position als Wissenschaftlicher Assistent (2001-2012) am Lehrstuhl Klinische Psychologie und Psychotherapie (Leitung: Hans-Ulrich Wittchen) war er 2007–2010 psychotherapeutisch an der Institutsambulanz für Psychotherapie an der TU Dresden (Leitung: Jürgen Hoyer) tätig. Nach Vertretungsprofessuren an der TU Chemnitz sowie der TU Dresden wurde er 2010 an die PHB berufen.
Frank Jacobi ist verheiratet und lebt in Berlin.

## Wirken
2010 war Frank Jacobi an der damals neugegründeten Psychologischen Hochschule Berlin der erste dort berufene Professor; seit 2011 ist er Prorektor der PHB. Er hat zahlreiche Ämter und Mitgliedschaften in akademischen Gremien sowie Gutachtendenfunktionen inne.
Forschungsschwerpunkte von Frank Jacobi sind zum einen die Epidemiologie psychischer Störungen (Verbreitung in der Bevölkerung sowie Suche nach Risiko- und Schutzfaktoren), die Betrachtung der Krankheitslast, die mit psychischen Störungen einhergeht, sowie die Versorgungsforschung (z. B. Inanspruchnahme- und Hilfesuchverhalten im Verhältnis zur Angebotsstruktur). Er war Mitantragsteller und leitete die Feldarbeit des Moduls zur psychischen Gesundheit im Rahmen der Studie zur Gesundheit Erwachsener in Deutschland. Besonders häufig zitiert ist seine Arbeit (gemeinsam mit H.-U. Wittchen, Jürgen Rehm et al., 2011) zur Krankheitslast psychischer und neurologischer Erkrankungen in Europa. Zum anderen arbeitet er schwerpunktmäßig im Bereich der Psychotherapieforschung (z. B. zu therapeutischen Misserfolgen und zum Thema Integration psychotherapeutischer Verfahren).
Als Lehrender und Supervisor in der psychotherapeutischen Aus- und Weiterbildung, sowie auch im Rahmen seiner Leitungsfunktionen der psychotherapeutischen Ambulanzen der PHB und der Berliner Akademie für Psychotherapie, setzt sich Frank Jacobi für wissenschaftliche Fundierung und eine verfahrensübergreifende Perspektive ein. Zusammen mit Eva-Lotta Brakemeier ist er Herausgeber von „Verhaltenstherapie in der Praxis“ (Beltz).

## Veröffentlichungen (Auswahl)
Frank Jacobi ist Autor von über 230 Publikationen (h-Index google-Scholar 2023: 56); diese sind online abrufbar bei Researchgate; einige wichtige Veröffentlichungen sind:
- H.-U. Wittchen*, F. Jacobi*, J. Rehm*, A. Gustavsson, M. Svensson, B. Jönsson, J. Olesen, C. Allgulander, J. Alonso, C. Faravelli, L. Fratiglioni, P. Jennum, R. Lieb, A. Maercker, j. van Os, M. Preisig, L. Salvador-Carulla, R. Simon, H.-C. Steinhausen (2011): The size and burden of mental disorders and other disorders of the brain in Europe 2010. European Neuropsychopharmacology, 21, 655–679. [*: equally shared first authorship]
- F. Jacobi, S. Uhmann & J. Hoyer (2011): Wie häufig ist therapeutischer Misserfolg in der ambulanten Psychotherapie? Ergebnisse aus einer verhaltenstherapeutischen Hochschulambulanz. Zeitschrift für Klinische Psychologie und Psychotherapie, 40 (4), 246–256.
- F. Jacobi, M. Höfler, J. Siegert, S. Mack, A. Gerschler, L. Scholl, M. Busch, U. Hapke, U. Maske, W. Gaebel, W. Maier, M. Wagner, J. Zielasek, H. U. Wittchen (2014): Psychische Störungen in der Allgemeinbevölkerung: Studie zur Gesundheit Erwachsener in Deutschland und ihr Zusatzmodul „Psychische Gesundheit“ (DEGS1-MH). Der Nervenarzt, 85, 77–87.
- E.-L. Brakemeier & F. Jacobi (2017): Verhaltenstherapie in der Praxis. Weinheim: Beltz.
- F. Schneider, M. Erhart, W. Hewer, L. A. K. Loeffler, F. Jacobi (2019): Mortality and medical comorbidity in the severely mentally ill – a German registry study. Deutsches Ärzteblatt International, 116, 405–411.
- J. Thom, T. Bretschneider, N. Kraus, J. Handerer, F. Jacobi (2019): Versorgungsepidemiologie psychischer Störungen. Warum sinken die Prävalenzen trotz vermehrter Versorgungsangebote nicht ab? Bundesgesundheitsblatt.
- F. Jacobi (2020): Entwicklung und Beurteilung therapeutischer Interventionen. In J. Hoyer & S. Knappe (Hrsg.), Klinische Psychologie und Psychotherapie, S. 471–503. Berlin. Springer.

## Auszeichnungen
- 1986: Scheffel-Preis der Literarischen Gesellschaft Karlsruhe
- 1995–1998: Promotionsstipendium der Christoph-Dornier-Stiftung für Klinische Psychologie
- 2007: „Psypokal für die beste Vorlesung“ des Fachschaftsrates der Fachrichtung Psychologie an der TU Dresden
- 2015: „Best Paper Award“ der Deutschen Gesellschaft für Psychiatrie und Psychotherapie, Psychosomatik und Nervenheilkunde (DGPPN)